# ألان بيز
ألان بيز (بالإنجليزية: Allan Pease)‏ هو كاتب ومؤلف ومتحدث تحفيزي أسترالي، ولد في 1952 في ملبورن في أستراليا.

## وصلات خارجية
- الموقع الرسمي
- ألان بيز على موقع IMDb (الإنجليزية)